# Baalbek
Baalbek, Balabakk (arabsky بعلبك, vyslovováno Baʿlabakk) je městečko nacházející se ve východním Libanonu (65 km východně od Bejrútu), v údolí Bikáa mezi pohořím Libanon a Antilibanon. Nachází se ve výšce 1170 m n. m. a je známo svými chrámovými stavbami pocházejícími z 1. až 3. století n. l. V roce 1984 byly zapsány do seznamu světového dědictví UNESCO.

## Historie

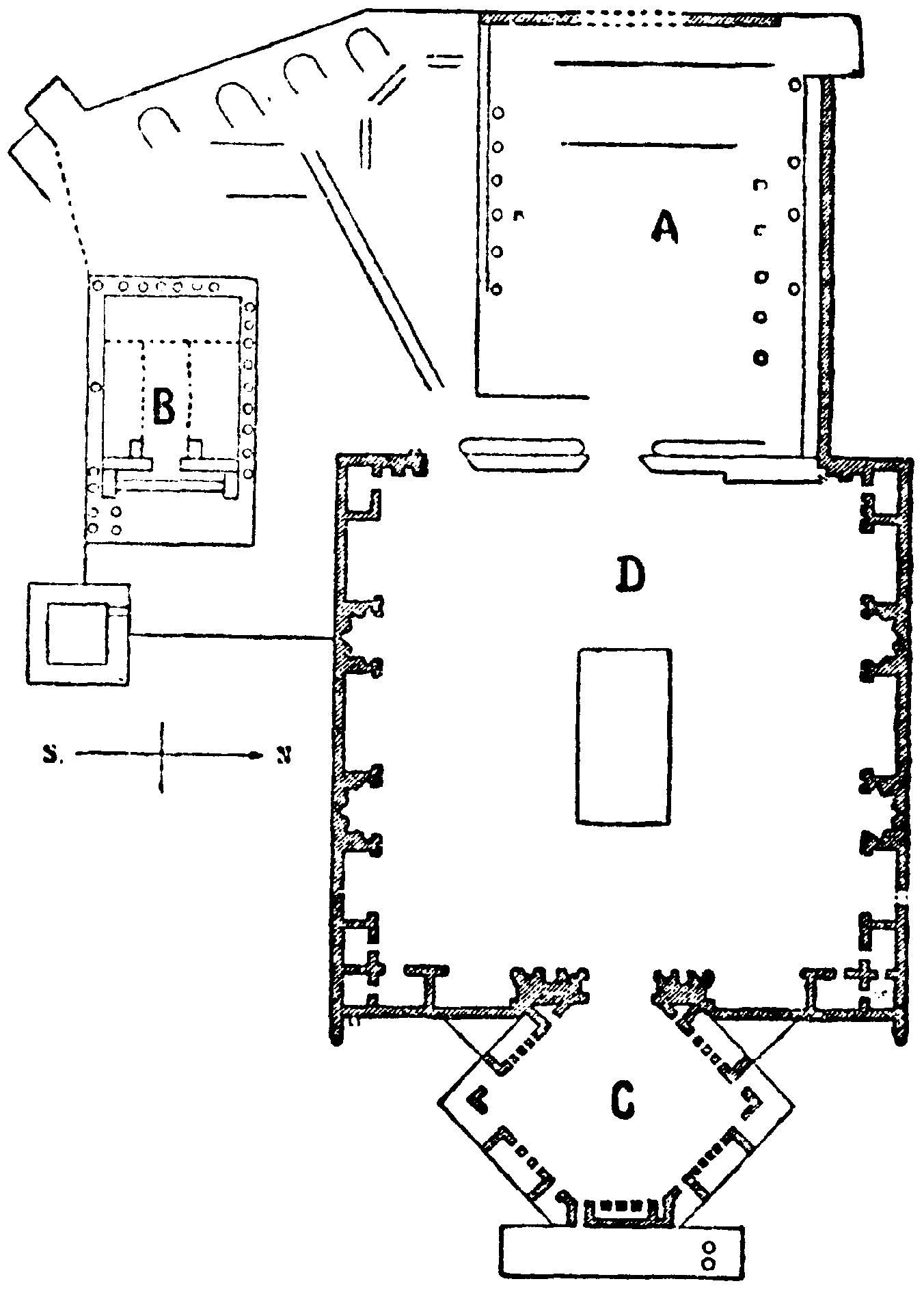
Schema umístění Jupiterova chrámu a Bakchova chrámu (A: Jupiterův chrám; B: Chrám boha Bakcha; C: Hexagonální nádvoří ; D: Velké nádvoří)

Baalbek byl založen ve 3. tisíciletí př. n. l. V jeho názvu se objevuje jméno boha Baala. V roce 64 n. l. byl Baalbek dobyt Římany. V době římské nadvlády měl Baalbek římskou posádku a byl nazýván Heliopolis.
Po rozpadu Římské říše se stal součástí Byzantské říše a v roce 637 n. l. byl dobyt Araby, kteří akropoli přeměnili na citadelu. V roce 1516 se stal součástí Osmanské říše. V roce 1759 postihlo město zemětřesení, které značně poškodilo antické památky.
Od roku 1918 leží Baalbek na území Libanonu. V roce 1984 byl zařazen na seznam Světového dědictví UNESCO.

## Jupiterův chrám
Jupiterův chrám byl nejrozsáhlejší z chrámů v Baalbeku. Byl zasvěcen bohu římskému Jupiterovi (Jupiter Heliopolitanus a pochází z 1. století n. l. Skládá se ze dvou velkých nádvoří a vlastní svatyně. První nádvoří má 60 m na šířku a 76 m na délku a tvar šestiúhelníku, proto se nazývá Hexagonální. Druhé je 135 m dlouhé a 113 široké a nazývá se Velké. Obě nádvoří byla původně lemována dvěma řadami sloupů a měla zdobený vchod, který se skládal z vysokého, trojitého portálu s širokým schodištěm.
Zbytky vlastního chrámu stojí v zadní části druhého nádvoří na západní straně. Chrám byl 89 m dlouhý a 49 m široký. Jeho střecha spočívala na 54 sloupech, ze kterých se do dnešní doby zachovalo pouze šest. Tyto sloupy jsou 22 m vysoké a stojí na 2 m vysokých podstavcích. Na nich se nachází 2 m vysoké hlavice v korintském slohu. Průměr sloupů je 2,2 m.
Pro vybudování základů tohoto chrámu byly použity veliké kamenné kvádry. Některé mají rozměry 20 m na délku, jsou 4 m široké a 4 m vysoké. Tři největší se nachází na západní straně.
Nedaleko chrámu, v lomu kde se těžil kámen na stavbu tohoto chrámu se nachází stále jeden kamenný blok s rozměry 21,5×4×4,5 m a hmotností 1100 tun, nazývaný ﺣﺠﺮ ﺍﻠﺤﺒﻠﻰ (ḥaǧar al-ḥublā – kámen těhotné ženy). Tento název vznikl zkomolením původního názvu hadžar al-qubla – Jižní kámen. Jedná se pravděpodobně o největší kamenný blok na světě opracovaný lidskou rukou.
Chrám byl za byzantských dob pobořen křesťany, kteří využili jeho kamene ke stavbě baziliky. Jeho poškozování pokračovalo i v době vlády Arabů a zkázu dokonalo zemětřesení v roce 1759.

## Bakchův chrám
Bakchův chrám se nachází na jih od Jupiterova chrámu. Dříve byl nazýván Chrám boha slunce. Podstava má obdélníkový tvar s rozměry 69 × 36 metrů a k chrámu vede 33 schodů. Jeho vstupní brána je ozdobena vytesanými vinnými listy, hlavičkami makovic a stébly ječmene. Je to jeden z nejzachovalejších antických chrámů na světě. Do dnešní doby se zachovaly všechny čtyři vnitřní stěny a na jeho obvodu více než polovina z původních 50 sloupů korintského slohu.

## Venušin chrám
Kousek dál od dvou hlavních chrámů stojí zbytky velmi malého chrámu z 3. století n. l., jehož půdorys je oválný. Byl zasvěcen bohyni Venuši.

## Galerie

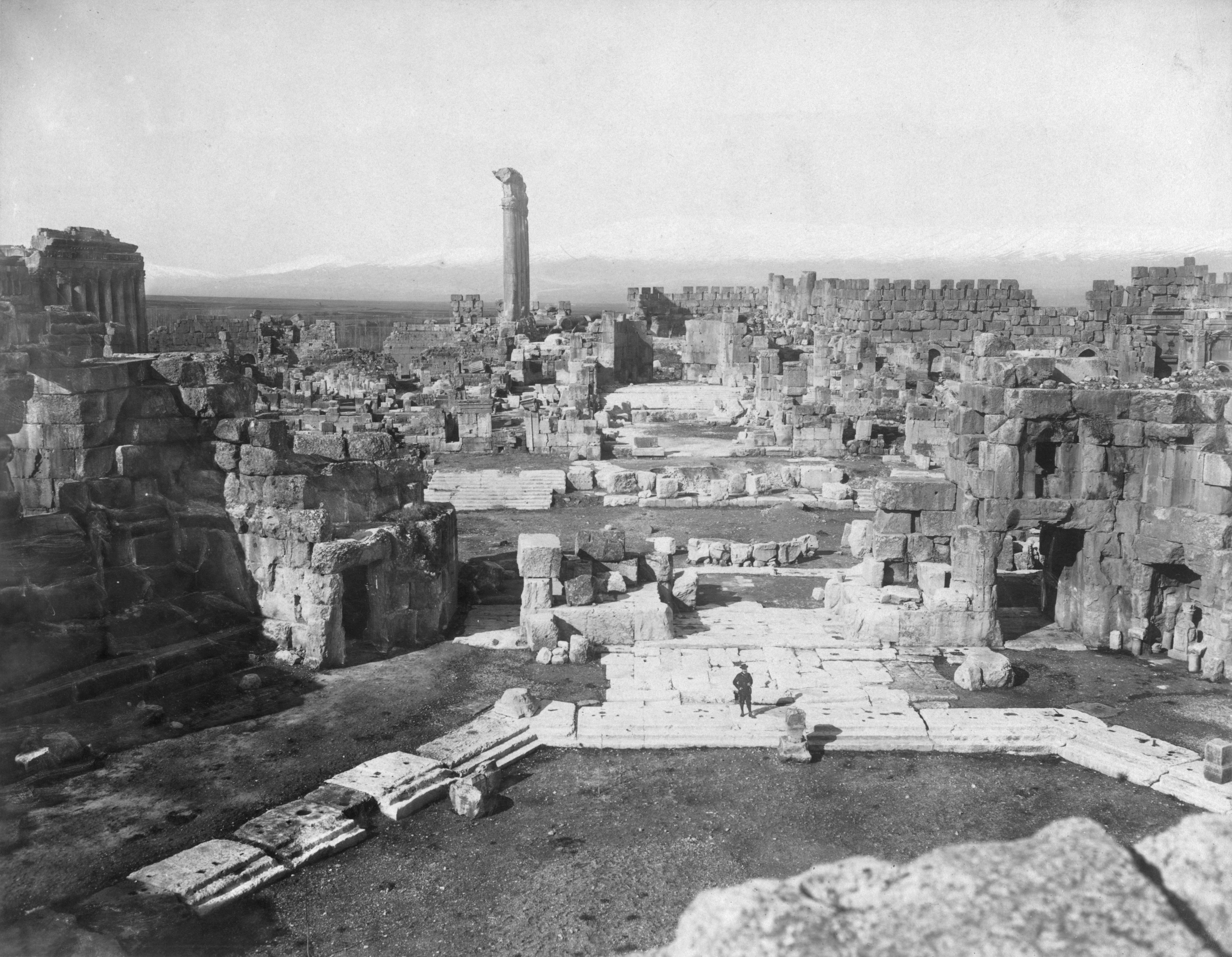
Pohled na Baalbek na konci 19. století
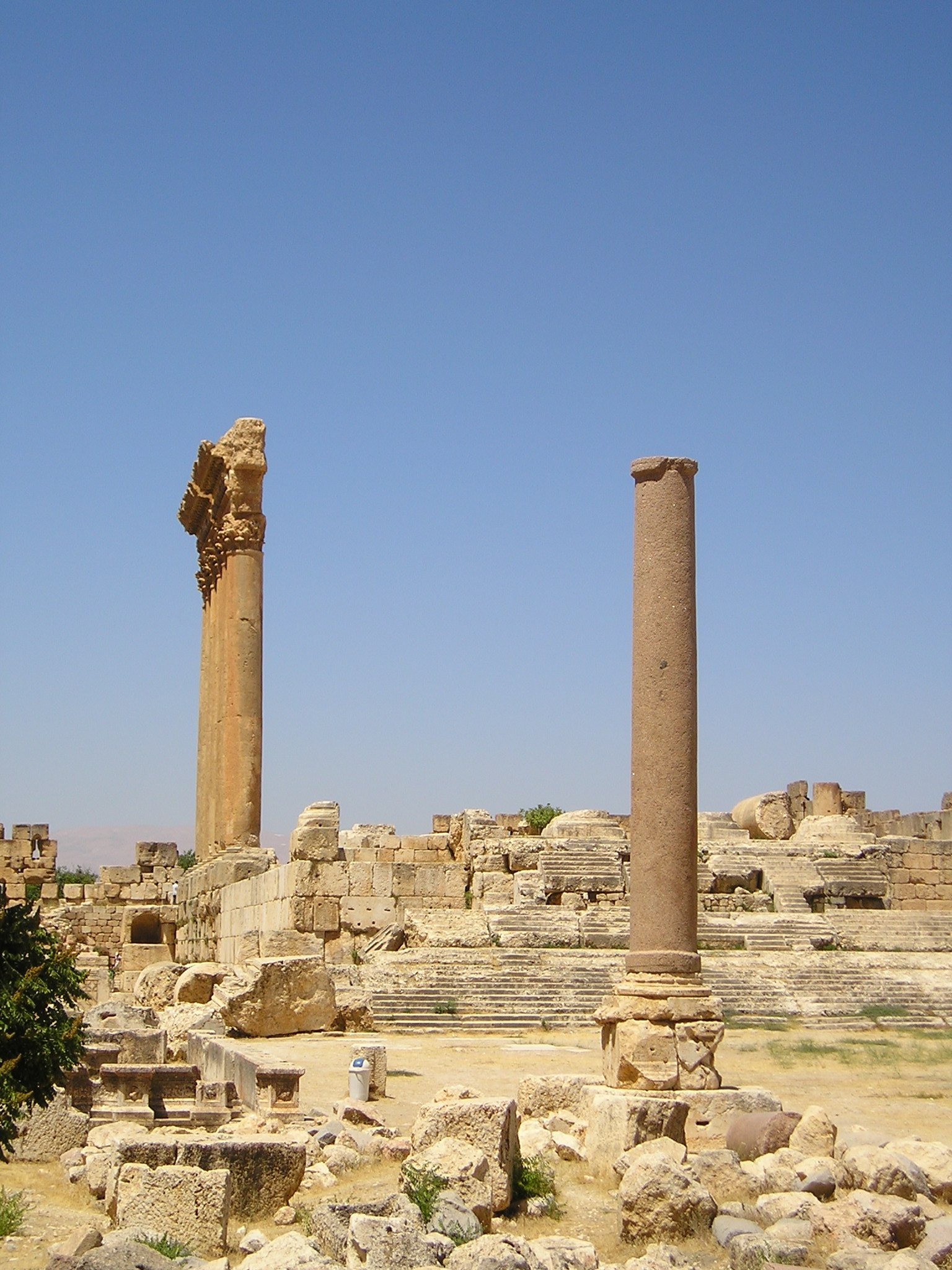
Jupiterův chrám z Velkého nádvoří
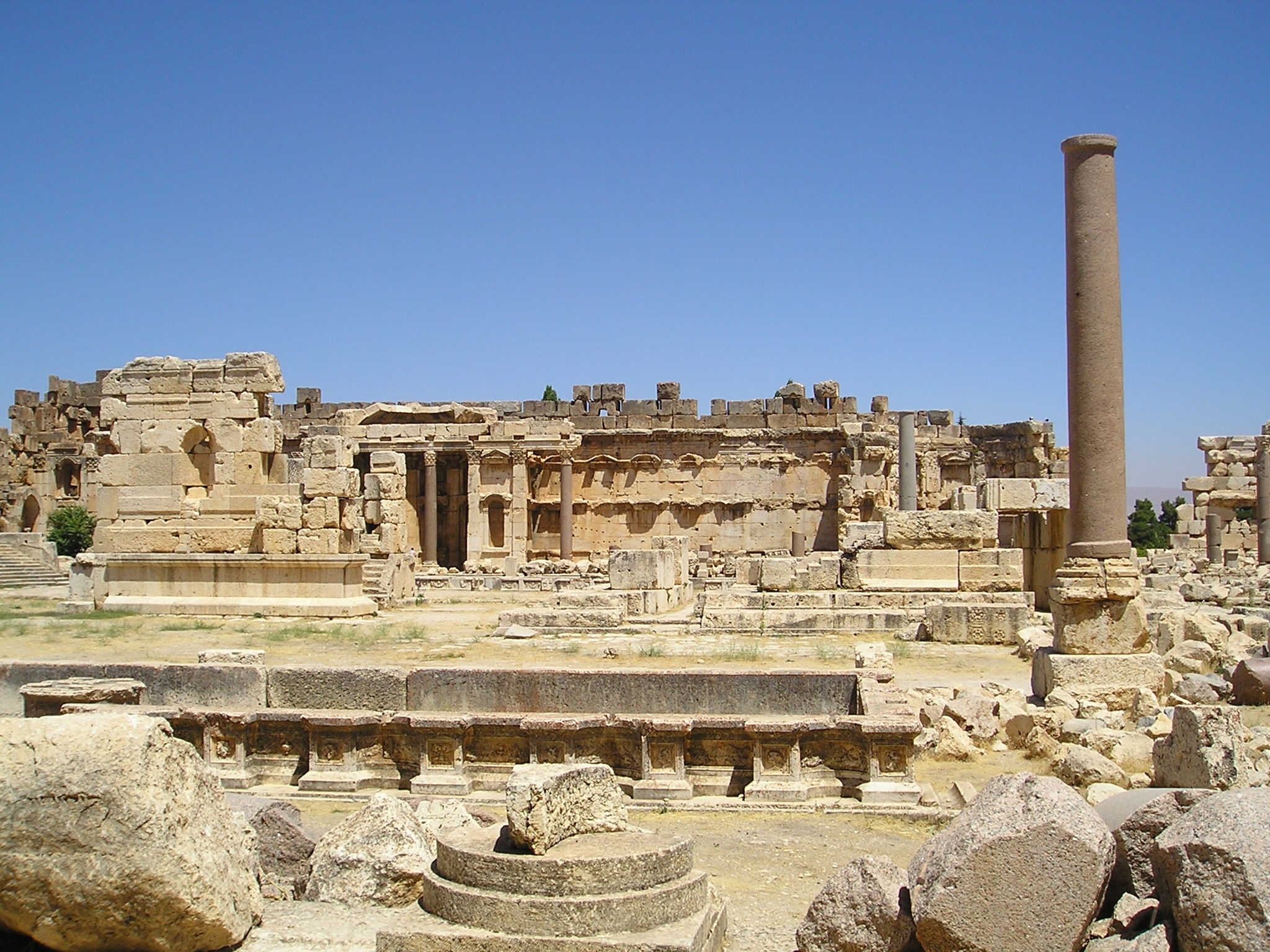
velké nádvoří
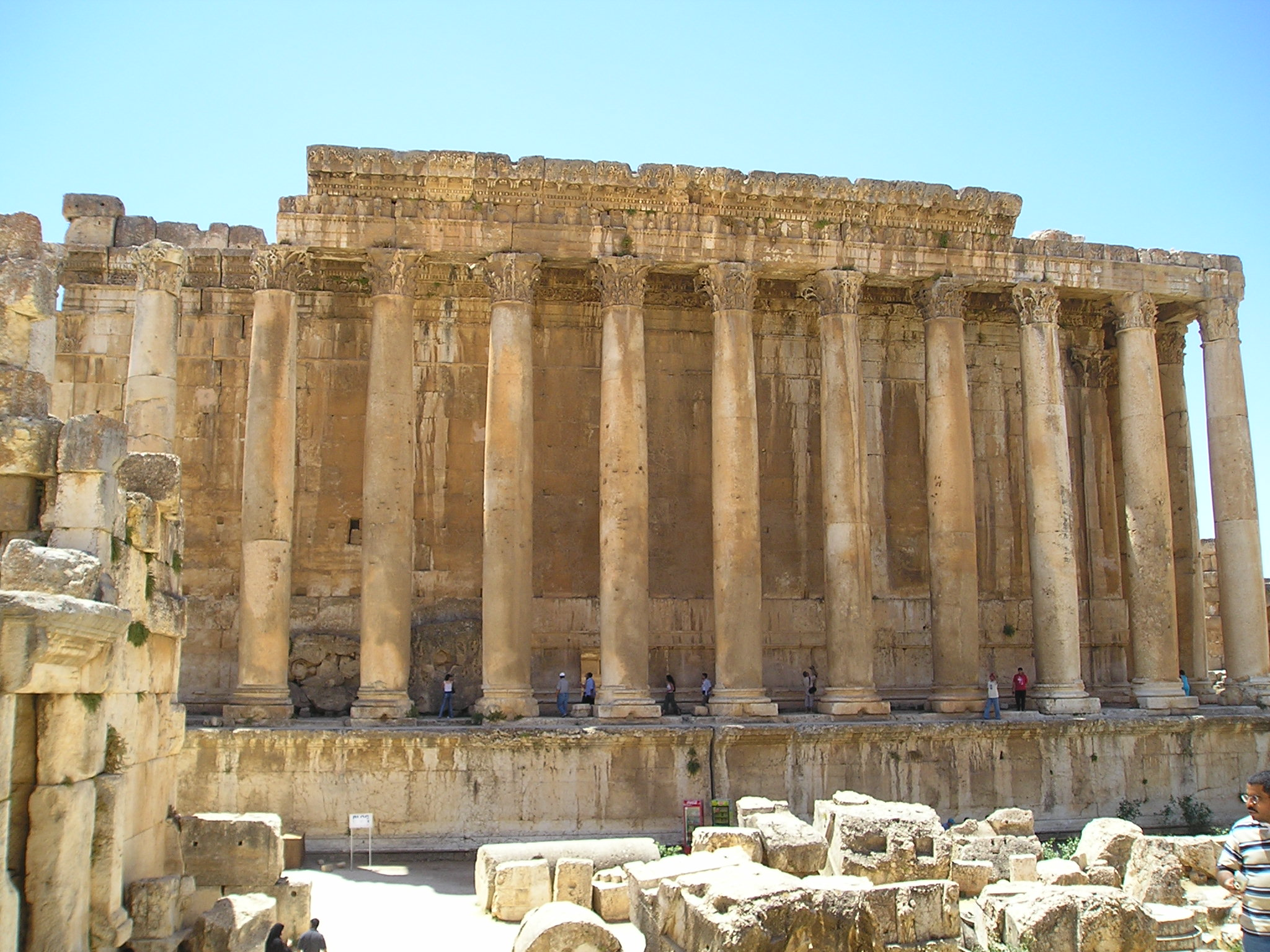
Bakchův chrám
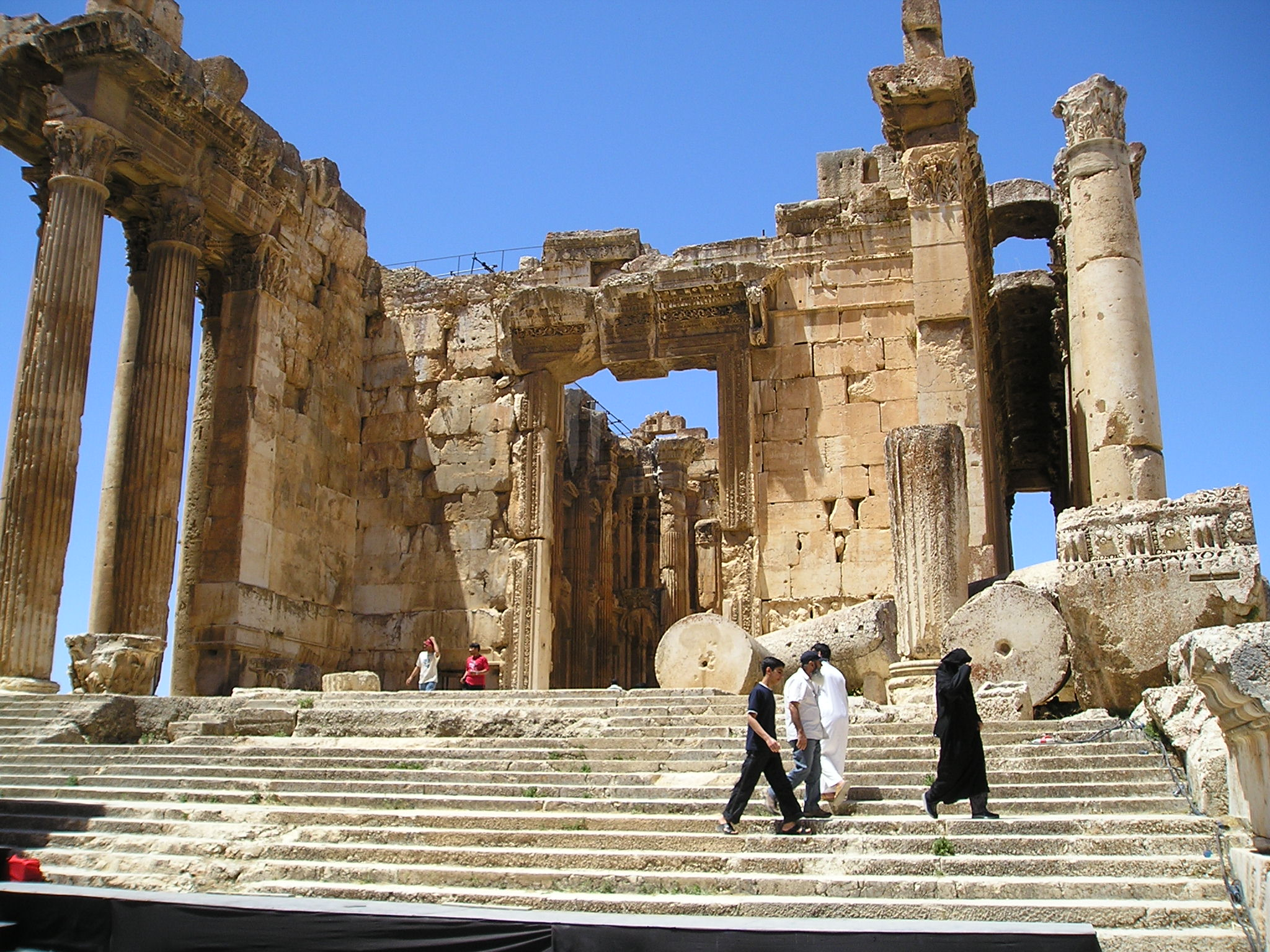
Vstup do Bakchova chrámu
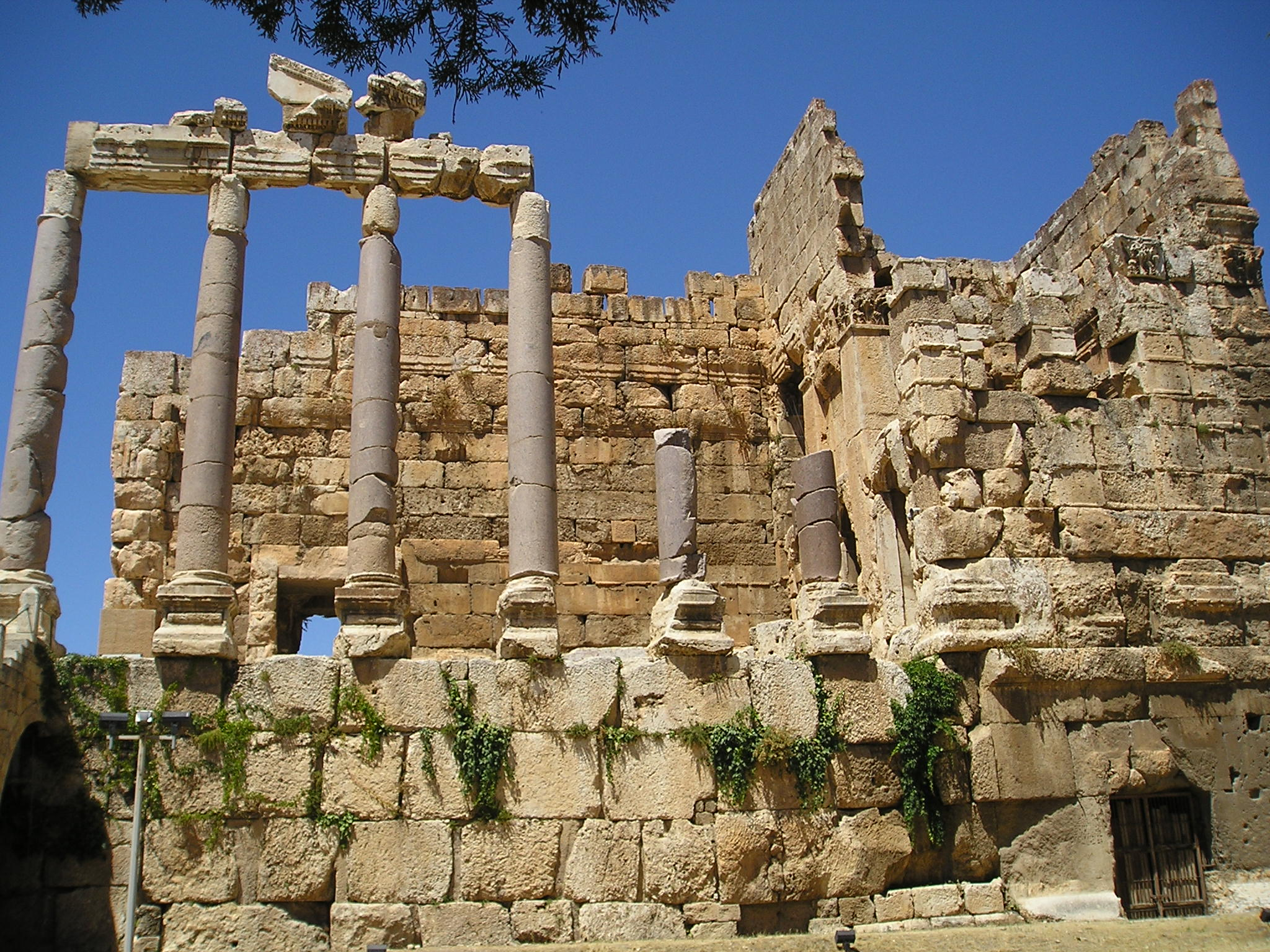
Propyleje u vstupu do Bakchova chrámu
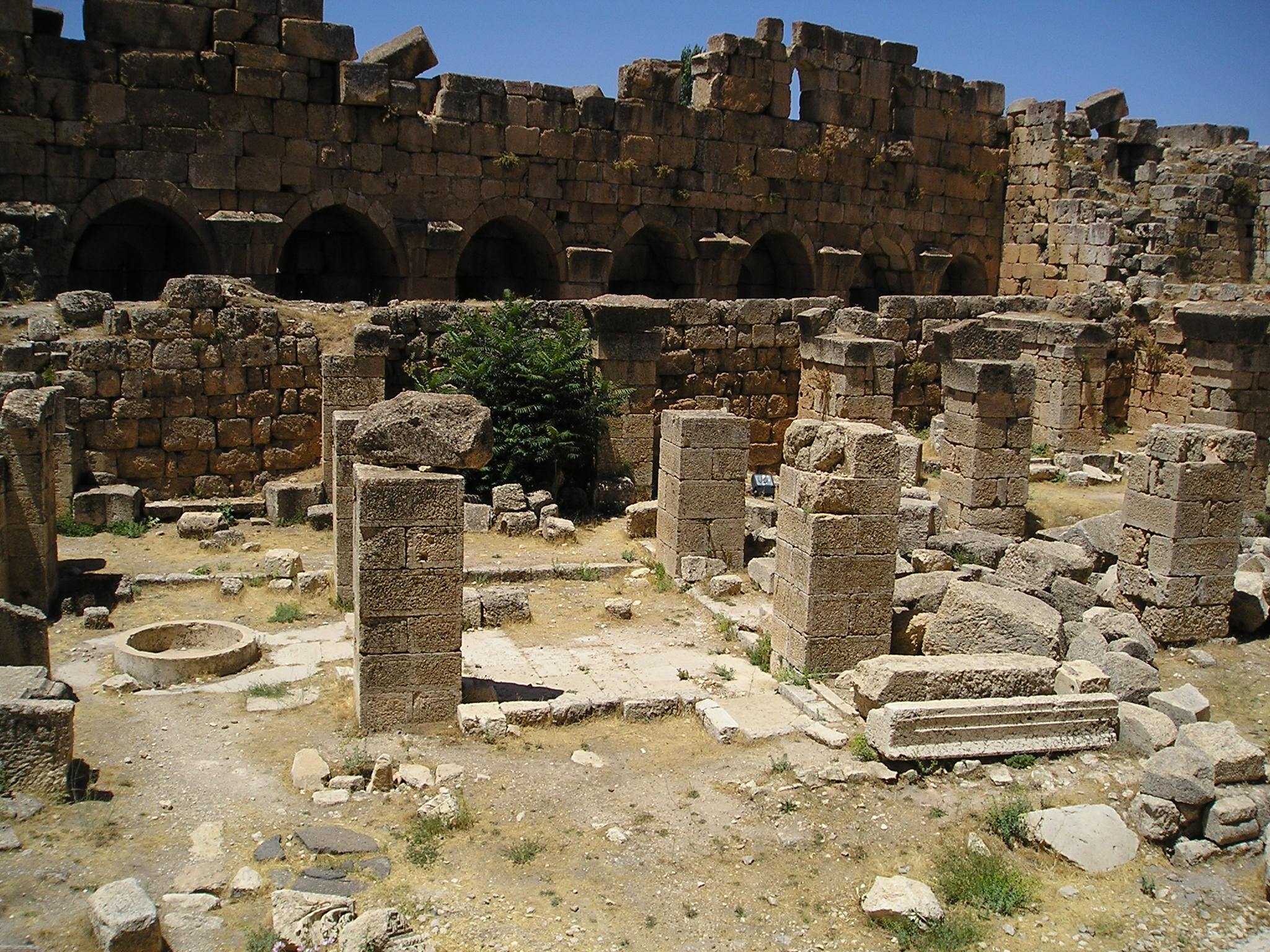
Pilíře bývalé mešity
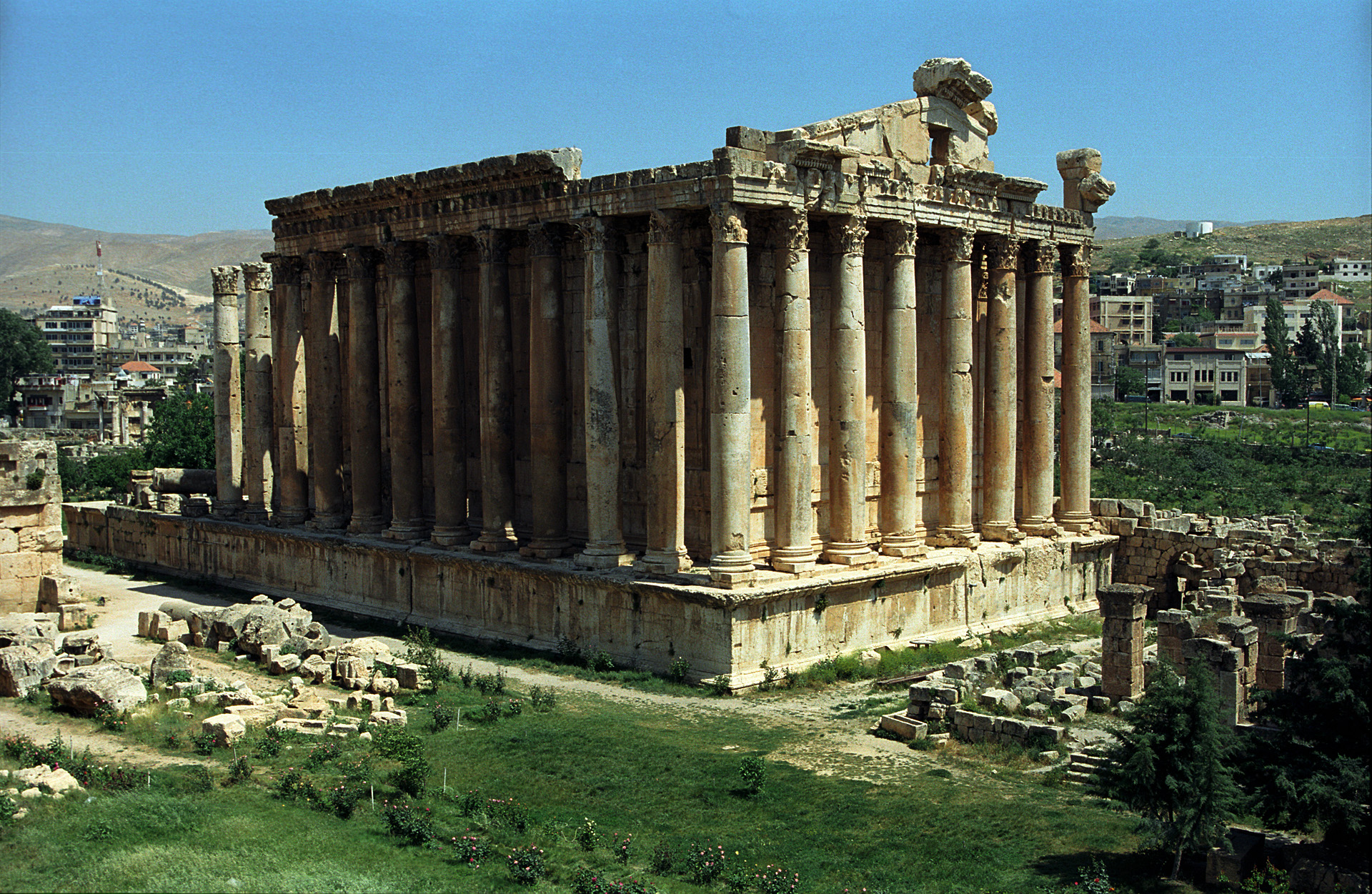
Celkový pohled na Bakchův chrám
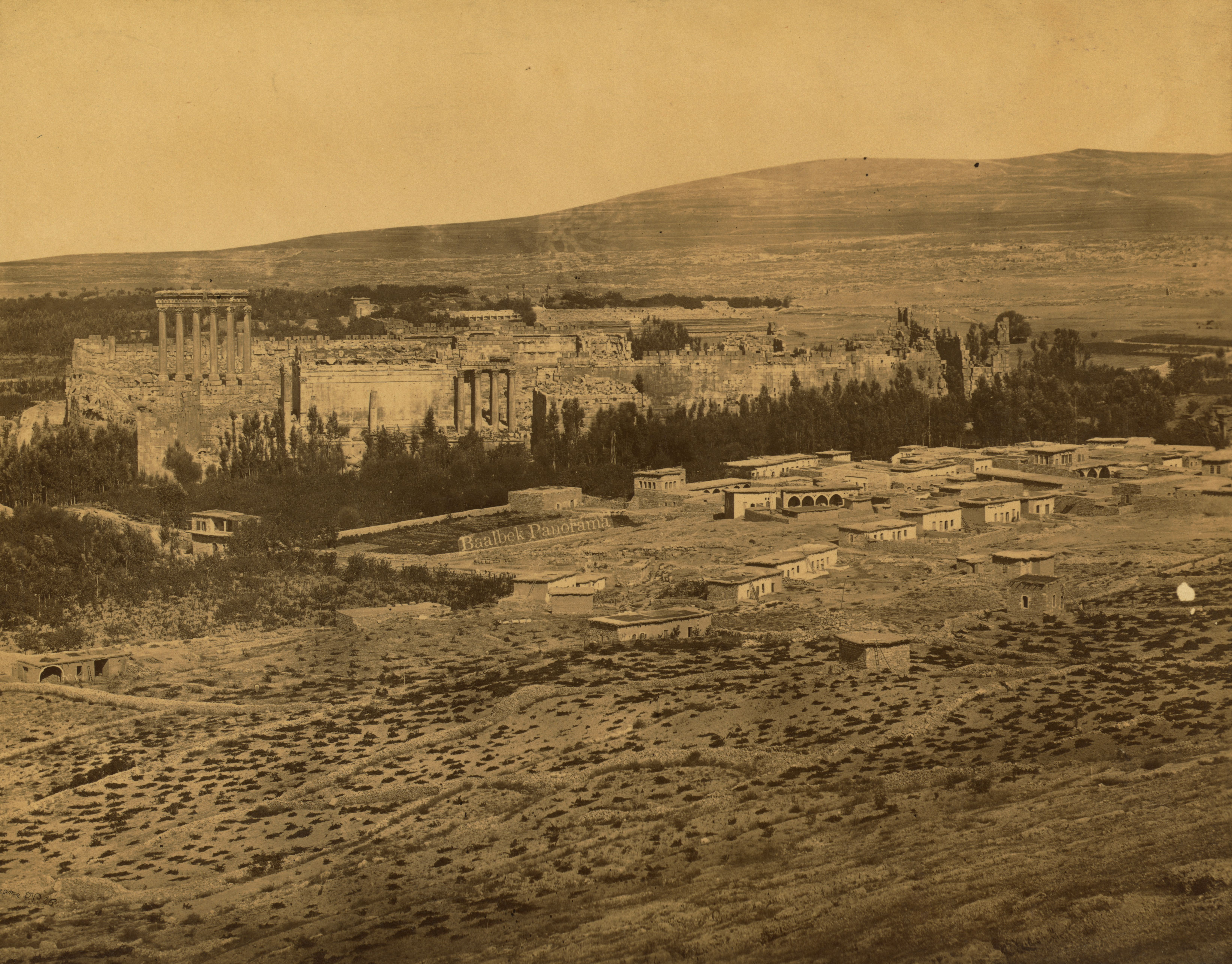
Pohled na Baalbek z období 1890–1900

## Partnerská města
- Bari, Itálie
- L'Aquila, Itálie
- Thrákie, Řecko